# فلیکس الونسو
فلیکس الونسو (انگلیسی: Félix Alonso؛ زادهٔ ۲۹ دسامبر ۲۰۰۰) بازیکن فوتبال اهل اسپانیا است.